# 杨赵堡
杨赵堡，位于山西省运城市稷山县稷峰镇杨赵村北，已列为稷山县文物保护单位。

## 历史
杨赵堡为清道光年间武举人阎捷魁的宅院。阎家原籍湖北枣阳，明末迁至山西稷山。阎捷魁自幼习武，清道光二十三年（1843年），阎捷魁参加乡试，中武举第四名，敕命建牌坊。光绪二十三年（1897年）其第五子阎希勇考选拔贡一等。

## 建筑
阎举人院的门坊为单开间悬山顶，檐下斗拱为五攒十一踩，匾额无存。两侧有硬山顶砖雕影壁，及阶梯状风火墙，略似徽派建筑的马头墙。宅院久已荒废。

## 保护
2010年5月26日，罗家大院公布为稷山县文物保护单位。